# Tenebroides jatahyensis
Tenebroides jatahyensis is een keversoort uit de familie schorsknaagkevers (Trogossitidae). De wetenschappelijke naam van de soort werd in 1902 gepubliceerd door Albert Léveillé.